# Червонопиский, Сергей Васильевич
Сергей Васильевич Червонопиский (укр. Сергій Васильович Червонописький; род. 6 июля 1957) — председатель Украинского Союза ветеранов Афганистана (воинов-интернационалистов), председатель Украинской партии справедливости (СВЕЧА).
Юрист, Государственный служащий 1-го ранга (1999). Генерал-лейтенант (2014). Герой Украины (2012).

## Биография
Родился 6 июля 1957 года в городе Черкассы.
Окончил Минское суворовское училище, затем Рязанское высшее воздушно-десантное училище (в 1978 году).
В 1974—1982 годах служил в Вооруженных силах СССР. Участник боевых действий в Афганистане в составе 350-го гвардейского парашютно-десантного полка 103-й гвардейской воздушно-десантной дивизии. Первый комендант Кабульского аэропорта. 
В ноябре 1981 года боевая машина десанта БМД подорвалась на мине, гвардии ст. лейтенант С. Червонопиский был тяжело ранен и на вертолёте доставлен в госпиталь, где ему были ампутированы обе ноги.
В 1983 году начал работать заведующим орготделом Черкасского горкома ЛКСМУ, осенью 1986 года был избран 1-м секретарём Черкасского горкома ЛКСМУ. Был членом КПСС до 1991 года.
В 1989—1991 годах — народный депутат СССР от ВЛКСМ, член Комитета Верховного Совета СССР по международным делам, член Комитета по делам воинов-интернационалистов. В 1989 году выступил на I Съезде народных депутатов СССР против заявления на съезде академика А. Д. Сахарова о случае обстрела и уничтожения советских солдат, попавших в окружение в Афганистане (академик ссылался на свидетельство выжившего офицера). Выступление Червонопиского было горячо поддержано залом и стало началом резких нападок в адрес Сахарова на съезде.
В 1992—1996 годах — председатель Комитета ветеранов войны в Афганистане и военных конфликтов в других странах при Президенте Украины.
В 1997—2000 годах — председатель Комитета по делам ветеранов войны и военных конфликтов в иностранных государствах при Кабинете Министров Украины.
В 1999 году закончил Национальную академию внутренних дел МВД Украины.
В 2000—2005 годах — председатель Государственного комитета Украины по делам ветеранов.
В 2006—2007 годах — народный депутат Верховной Рады Украины 5-го созыва (от СПУ).

### Семья
Женат. Имеет сына и дочь.

## Награды
- Герой Украины с вручением ордена Державы (24 августа 2012 года) — за выдающиеся личные заслуги перед Украиной в реализации государственной политики в сфере социальной защиты ветеранов, многолетнюю плодотворную общественную деятельность[3].
- Орден князя Ярослава Мудрого V степени (14 февраля 2007 года, отказался от награды) — за весомый личный вклад в решение вопросов социальной защиты и реабилитации ветеранов войны, мужество и самоотверженность, проявленные при исполнении воинского долга, патриотическое воспитание молодёжи[4]
- Орден Богдана Хмельницкого III степени (27 марта 1997 года) — в честь ратных и трудовых заслуг, за активную общественную работу и в связи с 10-й годовщиной Организации ветеранов Украины[5]
- Орден Данилы Галицкого (22 августа 2003 года) — за значительный личный вклад в социально-экономическое и культурное развитие Украины, весомые трудовые достижения и по случаю 12-й годовщины независимости Украины[6]
- Именное огнестрельное оружие (15 февраля 1999 года) — за плодотворную трудовую деятельность, активную жизненную позицию и гражданское мужество, патриотическое воспитание молодёжи[7].
- Орден Дружбы (8 декабря 1999 года, Россия) — за большой вклад в дело патриотического воспитания молодёжи и социальной защиты инвалидов и семей военнослужащих, погибших при исполнении служебного долга[8].
- Орден Почёта (2 декабря 1999 года, Белоруссия) — за большой личный вклад в развитие и укрепление взаимодействия движений ветеранов войны в Афганистане Белоруссии, России и Украины, плодотворную военно-патриотическую работу[9].
- Медаль «В память 10-летия вывода советских войск из Афганистана» (15 февраля 2005 года, Белоруссия) — за большой личный вклад в развитие и укрепление взаимодействия движений ветеранов войны в Афганистане Республики Беларусь и государств – участников Содружества Независимых Государств, стран Балтии[10].
- Два ордена Красной Звезды (1980, 1981).
- Награждён медалями.
- Почётная грамота Кабинета министров Украины (7 мая 1998 года) — за личный вклад в дело социальной защиты ветеранов войны и военно-патриотического воспитания молодёжи[11].
- Почётная грамота Президиума Верховного Совета СССР.
- Почётная грамота Президиума Верховного Совета УССР.